# Scleronotus angulatus
Scleronotus angulatus är en skalbaggsart som beskrevs av Aurivillius 1916. Scleronotus angulatus ingår i släktet Scleronotus och familjen långhorningar. Inga underarter finns listade i Catalogue of Life.